# Vécilon
Vécilon (avant 1050 † 1088), partisan de l'empereur au cours de la Querelle des investitures, fut archevêque de Mayence de 1084 à 1088. Son ministère à Mayence nous est connu principalement par la Chronique de Berthold de Reichenau.

## Biographie

### Les pourparlers de Bercach
Vécilon était un clerc d’Halberstadt qui, ayant quitté son évêque, avait rejoint la cour du roi Henri IV et soutenu ses intérêts contre le pape Grégoire VII lors de négociations avec le légat du pape en Allemagne, Eudes de Châtillon. À la mort de l'archevêque Sigefroi en 1083, le souverain salien octroya par faveur le trône épiscopal de Mayence à Vécilon. Alors le légat Eudes vint trouver en Saxe le prétendant Hermann de Salm (1035-1088) et le 21 janvier 1085, il assista à une conférence à Bercach en Thuringe, entre les Saxons et les partisans de Henri IV (lequel ne voulut pas y prendre part). Là, on choisit deux prélats pour parler au nom de tous : ce furent Gebhard de Salzbourg pour les Saxons, et Vécilon de Mayence pour l’empereur Henri. Gebhard soutint que les Saxons devaient rejeter Henri comme excommunié, le pape Grégoire leur ayant appris par lettres l’anathème prononcé au concile de Rome. Vécilon répondit que le pape et les princes avaient fait tort a Henri : tandis qu'il était à Canossa pour faire pénitence, et déjà admis à communier par le souverain pontife, on avait élu Rodolphe de Rheinfelden comme roi ; que de ce fait, le pape n'avait pu l'excommunier, parce qu'étant spolié il ne pouvait ni être appelé en jugement, ni condamné. 
Gebhard au nom des Saxons répondit qu'il ne leur appartenait pas d'examiner le jugement du Saint-Siège, auquel ils n'avaient pas assisté, et auquel ils ne devaient qu'obéir ; que c'était plutôt avec le pape qu'il fallait traiter cette question ; qu'un particulier, pour être dépouillé de son bien, n'en était pas pour autant dispensé des lois divines et encore moins un roi, dont l’État n'est pas son patrimoine, mais appartient à Dieu, qui le donne à qui il lui plaît, comme il est dit en Daniel, IV, 22. Et qu'avant la perte de la Saxe, Henri, cité par le pape Alexandre II, puis par Grégoire VII, s'était dérobé au jugement. Sur quoi, chaque parti applaudit à celui qui parlait pour lui, et les représentants se séparèrent.

### Le concile de Quedlimbourg
Dans la tradition des Ottoniens, l’anti-roi Hermann célébra la fête de Pâques 1085 à Quedlimbourg, et la même semaine le légat Eudes y tint un concile avec les évêques et les abbés qui reconnaissaient le pape Grégoire. Il s y trouva deux archevêques, Gebhard de Salzbourg et Hartvig de Magdebourg avec leurs suffragants et ceux de Mayence en Saxe. Les évêques de Wurtzbourg, de Worms, d'Augsbourg et de Constance n'y assistèrent que par leurs députés. L'anti-roi Hermann s'y trouvait avec les seigneurs de sa cour.
Quand tous furent assis selon leur rang, on produisit les décrets des pères touchant la primauté du Saint-Siège, pour rappeler que le jugement du pape n'est point sujet à révision, et que personne ne peut juger après lui. Ce que tout le concile approuva et confirma, contre les partisans de Henri, qui lors de la conférence précédente avaient voulu contraindre les Saxons à juger de la sentence du pape. Alors un clerc de Bamberg nommé Cunibert s'avança au milieu du concile, soutenant que les papes s'étaient eux-mêmes attribué ce privilège. Mais tous le concile s'éleva contre lui, et il fut réfuté principalement par un laïc, qui allégua ce passage de l’Évangile : le serviteur n'est point au-dessus du maître.
Puis les prélats présents reconnurent valable l'union d'Hermann avec sa cousine. Ils déclarèrent nulles toutes les ordinations prononcées par les excommuniés, à commencer par celles des évêques Vécilon de Mayence, Sigefroi d'Augsbourg et Norbert de Coire. Vécilon fut en outre inculpé d'hérésie pour avoir soutenu que les séculiers dépouillés de leurs biens étaient exempts de jugements ecclésiastiques, et que les excommuniés pouvaient être reçus sans absolution.

### Le synode de Mayence
Trois semaines plus tard, Vécilon, à la demande du roi Henri IV, convoqua à Mayence un synode, auquel assistèrent 17 évêques. Vécilon demanda aux participants de signer un document par lequel ils reconnaissaient Clément III pour seul pape. Puis on prononça la déposition du pape Grégoire VII, qui venait en effet de s'enfuir de Rome ; plusieurs évêques furent démis (ceux de Metz et Wurtzbourg) et la trêve de Dieu fut confirmée. Grégoire VII mourut en exil à Salerne quelques semaines plus tard, le 25 mai.

### La succession de Grégoire VII
Sa succession donna lieu à des scènes tragi-comiques, le candidat des Romains, le moine Didier du Mont-Cassin, devenant pape manu militari sous le nom de Victor III. À sa mort en 1087, c'est finalement le légat Eudes de Châtillon qui est élu pape sous le nom d'Urbain II. 
Pendant ce temps, les positions d'Henri IV en Allemagne s'effritaient : défait à la bataille de Pleichfeld (en) en 1086, il perdit Wurtzbourg, puis le duc Guelfe Ier de Bavière parvint à s'emparer d'Augsbourg et y établit un nouvel évêque, Vigold, favorable à Urbain II. Alors les habitants de Metz chassèrent l'évêque Brunon ; de son côté, l'évêque de Worms se démit de lui-même de son évêché et en repentance se retira dans l’Abbaye de Hirsau ; quant à Vécilon de Mayence, malade, il mourut quelques mois plus tard, en 1088, toujours excommunié.

### Source
- Claude Fleury, Histoire ecclésiastique, vol. 13, Mercier, Desaint & Saillant, et al., 1751, 674 p., p. 433-480